# Михайловка (Куйбышевский район)
Михайловка — село в Куйбышевском районе Новосибирской области. Административный центр Михайловского сельсовета.

## География
Площадь села — 128 гектаров.

## Население
| 2002 | 2007 | 2010 |
| ---- | ---- | ---- |
| 395  | ↘347 | ↘211 |

## Инфраструктура
В селе по данным на 2007 год функционируют 1 учреждение здравоохранения и 1 учреждение образования.